# Alberich Bormann
Alberich Bormann  (Mexikóváros, Mexikó, 1982. augusztus 12. –) mexikói színész, énekes.

## Élete
Alberich Bormann 1982. augusztus 12-én született Mexikóvárosban. Karrierjét 2006-ban kezdte a Rebelde című sorozatban. 2007-ben Emiliano szerepét játszotta a Palabra de mujer című telenovellában. 2013-ban A gonosz álarca című sorozatban Iván Cano szerepét játszotta.

## Filmográfia
| Év        | Cím                                          | Szerep                    |
| --------- | -------------------------------------------- | ------------------------- |
| 2006      | Rebelde                                      | Martin Reverte (fiatal)   |
| 2007      | Palabra de mujer                             | Emiliano Medina           |
| 2008      | Mindörökké szerelem (Mañana es para siempre) | Aníbal Elizalde (fiatal)  |
| 2009      | Camaleones                                   | Federico Diaz Ballesteros |
| 2010      | Decisiones                                   |                           |
| 2011      | Se Vale                                      |                           |
| 2011      | Como dice el dicho                           | Carlos                    |
| 2011      | La rosa de Guadalupe                         | Angel                     |
| 2013      | 11-11: En mi cuadra nada cuadra              | Enrique Calderón          |
| 2013      | La rosa de Guadalupe                         |                           |
| 2013-2014 | A gonosz álarca (Santa Diabla)               | Iván Cano Guerrero        |
| 2014-2015 | Tierra de reyes                              | Dario Luján               |